# Pieter Bortier
Pieter (Pierre) Louis Antoine Bortier (Diksmuide, 10 juni 1805 – Brussel, 11 september 1879) was een Belgisch grootgrondbezitter, voornamelijk in West-Vlaanderen, en begaan met de vissers en de landbouwers.

## Levensloop
Pieter Bortier studeerde in Parijs economie en politiek nadat hij in Brugge het humaniora had gedaan. Op 25-jarige leeftijd erfde hij van zijn oom grote stukken grond in De Panne en Gistel. Na de dood van zijn vader, koopman en groot grondbezitter Pierre-Antoine Bortier (1765-1843), erfde hij voornamelijk eigendommen in Diksmuide. Hij is hoogstwaarschijnlijk kinderloos gebleven, zodat vele van zijn eigendommen via zijn zuster in handen kwamen van de familie Calmeyn. 
Pieter Bortier was ervan overtuigd dat landbouw en visserij de basis vormden voor de welvaart. Hij zette zich dan ook in voor de vissersgemeenschap in De Panne en remde daarvoor het ontluikende toerisme wat af. In Gistel experimenteerde hij op de Britanniahoeve en legde hij volkstuintjes aan voor gepensioneerde landbouwers zonder eigendom. Dit was een primeur in België. In Diksmuide opende hij als eerste in West-Vlaanderen een openbaar park.

## Publicaties
- Etudes. Questions d'économie politique, d'agriculture et de sylvieculture, 1880, bundeling van brochures uit de periode 1874-1879.
  - Le sel en agriculture.
  - La tourbe en agriculture.
  - De la dépopulation des campagnes.
  - Jardins gratuits.
  - Boisemant des dunes de la Flandre (ook in het Nederlands).
  - Wenceslas Cobergher (ook in het Nederlands).
  - Anciens ports flamands.
  - Bruges, Ostende et Nieuport.
  - La question des sucres.
  - Distribution d'eau dans la ville d'Ostende.
  - La fabrication du papier d'impression en anathème à la guerre.